# George Roux (illustrateur)
Pour les articles homonymes, voir George Roux et Roux.
Alexandre-Georges Roux, dit George Roux, né le 5 avril 1853 à Ganges et mort le 29 janvier 1929 à Versailles, est un illustrateur et un peintre français.

## Biographie
Fils d'un mercier-libraire, George Roux naît le 5 avril 1853 à Ganges.
Élève de Jean-Paul Laurens et d'Alexandre Cabanel, il expose au Salon des artistes français dès 1880. Aux côtés de Léon Benett, Jules Férat, Henri de Montaut, Édouard Riou, il est l'auteur de nombreuses illustrations d'ouvrages de Jules Verne, mais aussi de L'Île au trésor de Robert Louis Stevenson, du Roi de Camargue de Jean Aicard, de Taillevent de Ferdinand Fabre, entre autres.
En 1886, il expose et obtient une médaille d'argent de 1re classe en section dessin à la seconde exposition internationale de blanc et noir, se tenant à Paris.
En 1890, il épouse à Béziers Hélène Marie Victoire Adelaïde Pous. Jean-Gaston Cugnenc est témoin du mariage. Parmi leurs enfants, Antoine et Rachel deviendront artistes peintres.
Il meurt le 29 janvier 1929 en son domicile à Versailles ,.
Le vernien Olivier Dumas émet l'hypothèse en 2006 que George Roux et Alexandre-Georges Roux puissent être deux personnes différentes. Il s'interroge même si George Roux ne serait pas le pseudonyme d'une illustratrice féminine. Pour le chercheur, il faudrait comparer les signatures pour s'assurer qu'il s'agisse bien de la même personne.

## Œuvres
- Fernand Hue, Le capitaine frappe d'abord, s. d., Société Française d'Imprimerie et de Librairie, Paris
- Livret de Prométhée, tragédie lyrique crée le dimanche 26 août 1900 au Théâtre des Arènes à Béziers[8]

## Galerie

Œuvres de George Roux
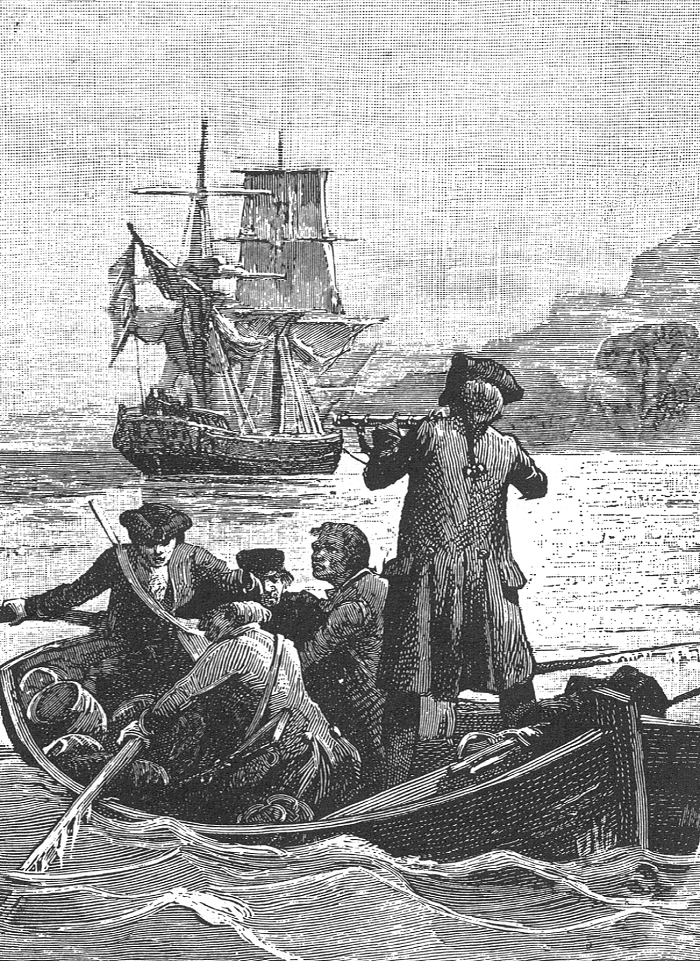
Illustration pour l'édition de 1885 de L'Île au trésor de Robert Louis Stevenson.
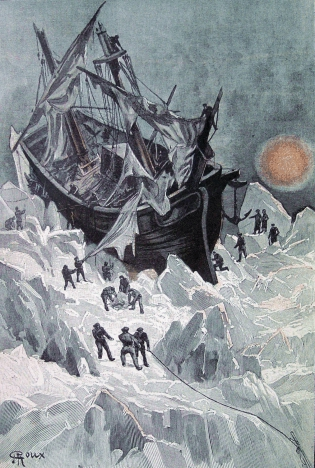
Illustration pour Le Sphinx des glaces de Jules Verne.
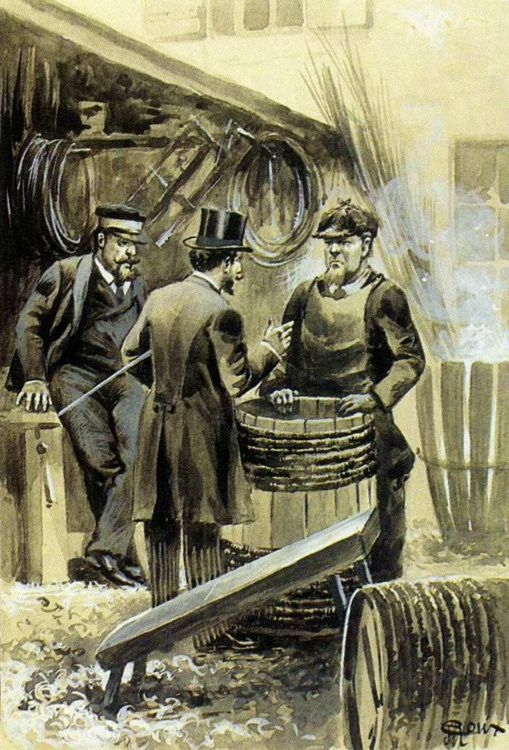
Illustration pour Les Histoires de Jean-Marie Cabidoulin de Jules Verne.

### Sources
- Dictionnaire des illustrateurs, 1800-1814, Neuchâtel, Ides et Calendes, 1989
- Emmanuel Bénézit, Dictionnaire des peintres, sculpteurs, dessinateurs et graveurs, Gründ, 1999
- George Roux (1853—1929) : peintre et illustrateur, Béziers, musée des beaux-arts de Béziers, 2012, 50 p.

### Iconographie
- Robert Mermet (1896-1988), George Roux, buste non localisé[9].